# ZiS-3

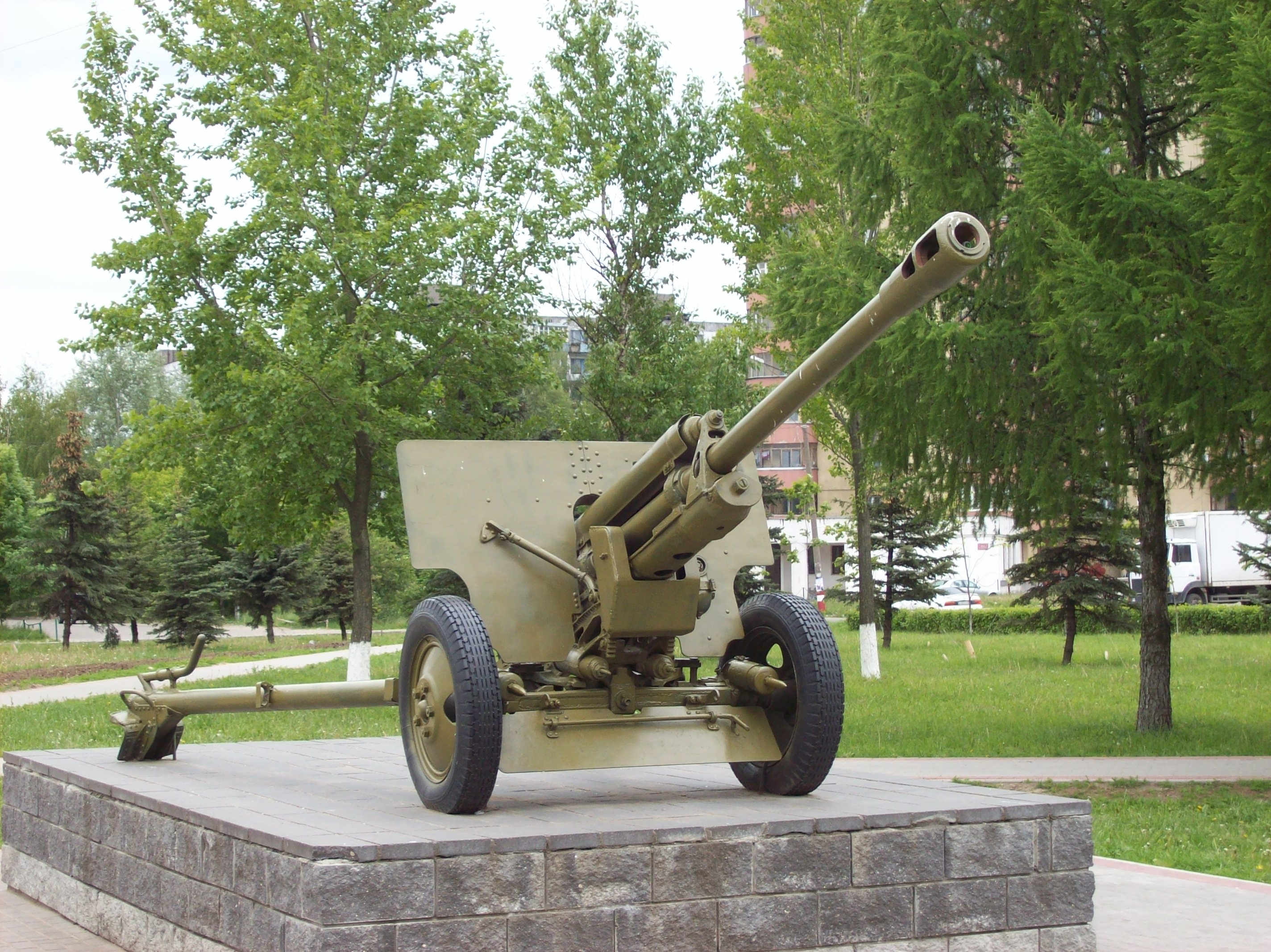
Piesă de artilerie divizionară 76 mm M1942 ZiS-3 în Kremlinul din Nijni Novgorod, Rusia

ZiS-3 (denumirea completă: Piesa de artilerie divizionară 76 mm M1942, în rusă 76-мм дивизионная пушка обр. 1942 г. (ЗиС-3)) a fost o piesǎ de artilerie sovieticǎ de calibru 76,2 mm, utilizată în cel de-al Doilea Război Mondial, îndeosebi ca tun antitanc. ZiS reprezintă prescurtarea numelui onorific Zavod imeni Stalina („Uzina Stalin”), sub care era cunoscută Uzina de Artilerie Nr. 92, care a introdus în producție de serie aceastǎ piesă de artilerie.

## Istoric
Concepția tunului ZiS-3 a început la sfarșitul anului 1940 la Uzina de Artilerie Nr. 92, sub supravegherea lui V. G. Grabin, inginer-șef responsabil de dezvoltarea artileriei Sovietice de calibru mediu. Lucrul a început fără o comandă oficială; in plus, ofițerii superiori de artilerie, precum Mareșalul Kulik, comandant suprem al artileriei sovietice, aveau o atitudine extrem de negativă la adresa acestui tip de program de dezvoltare. Astfel, proiectul a fost continuat la inițiativa lui Grabin, a echipei sale de concepție, si a conducerii uzinei. Niciunul dintre aceștia nu a informat autoritațile statului (i.e. Mareșalul Kulik) despre proiectul ZiS-3.
ZiS-3 era o combinație între afetul ușor al tunului antitanc de 57 mm ZiS-2 și puternica gură de foc de 76,2 mm a mai vechiului tun de câmp divizionar F-22USV. Pentru a reduce reculul piesei de artilerie, a fost instalată o frână la gura țevii. Această modificare a permis montarea țevii pe un afet relativ ușor, diminuând riscul apariției avariilor mecanice la tragere. ZiS-3 utiliza tehnologii de productie superioare față de tunul F-22USV. Multe dintre piesele tunului erau turnate, ștanțate sau sudate pentru a diminua necesarul de transformari efectuate cu mașini-unelte. În consecință, trei ZiS-3 puteau fi construite cu același cost în zile-om ca al unui F-22USV. De asemenea, costul de producție al unui tun ZiS-3 era doar de două treimi din costul unui F-22USV.
După construcția primului ZiS-3, acesta a fost ascuns de autorități, care au continuat să ignore nevoia Armatei Roșii de tunuri de câmp ușoare și medii, Principalul argument al autorităților era dat de informațiile conform cărora tancurile grele germane dețineau un blindaj extrem de puternic. În realitate Germania nu deținea astfel de tancuri la începutul anului 1941, informațiile fiind un rezultat de succes al propagandei naziste despre prototipul de tanc cu mai multe turele Neubaufahrzeug. Mareșalul Kulik crezuse propaganda și ordonase oprirea producției tunurilor ușoare anti-tanc de 45 mm și a tunurilor de câmp divizionare de 76,2 mm.
Începutul Marelui Război Patriotic a arătat că tancurile germane aveau un blindaj mai slab decât se credea. Unele dintre ele erau chiar vulnerabile la mitralierele de calibru greu DShK. Tunurile de câmp divizionare de 76 mm, produse înainte de război, puteau străpunge vehiculele germane cu ușurință, dar aproape toate aceste piese de artilerie au fost pierdute în luptă, sau capturate de germani. Unele dintre acestea au fost utilizate ulterior împotriva forțelor sovietice, sub forma autotunurilor de diverse tipuri cunsocute ca Panzerjaegers.
Mareșalul Kulik a ordonat reînceperea producției tunurilor divizionare de 76,2 mm F-22USV. Grabin și conducerea Uzinei de Artilerie Nr. 92 au decis să organizeze producția de ZiS-3, în loc de  F-22USV. Ei au reușit acest lucru, însă tunul nu fusese oficial testat și introdus în serviciu de Armata Roșie.
Soldații Armatei Roșii aveau nevoie urgent de aceste piese de artilerie, tunurile fiind dealtfel de calitate bună și numeroase datorită tehnologiei de producție îmbunătățite, însă se aflau toate în stocurile Uzinei de Artilerie Nr. 92, deoarece reprezentanții armatei refuzau sa facă recepția unor arme neoficiale. În urma unor lupte intestine între echipa lui Grabin și reprezentanții armatei, tunurile ZiS-3 au fost, în sfârșit, transferate Armatei Roșii, pe responsabilitatea personală a lui Grabin si a conducerii Uzinei de Artilerie Nr. 92.
Experiența în luptă a arătat superioritatea lui ZiS-3 asupra tuturor celorlalte tipuri de tunuri de câmp divizionare. În consecință, ZiS-3 a putut fi prezentat unui grup de reprezentanți ai statului condus de Iosif Stalin, și, astfel, a obținut toate aprobările necesare. După demonstrație, Stalin a spus : „Acest tun este o capodoperă de design al sistemelor de artilerie”. O perioadă de teste oficiale de 5 zile a avut loc în Februarie 1942. Rezultatele testelor au fost clare – ZiS-3 a fost adoptat de Armata Roșie sub denumirea oficială de „Tun de câmp divizionar model 1942”.
La sfârșitul Celui de-al doilea Război Mondial, ZiS-3 era cel mai numeros tun de câmp în Armata Sovietică. Producția totală a ZiS-3 a depășit 103 000 de exemplare.
S-a încercat și montarea lui ZiS-3 pe un vehicul de asalt ușor. Rezultatul a fost KSP-76, dar vehiculul nu a ajuns mai departe de stadiul de prototip.
După război, producția în masă a lui ZiS-3 a încetat. A fost înlocuit de D-44, următorul model de piesă de artilerie divizionară, ce dispunea de un calibru mai mare (85 mm), și avea performanțe mai bune anti-blindaj. Pe de altă parte. acest tun era mult mai greu, rezultând o mobilitate redusă față de ZiS-3.
Finlanda a capturat 12 unități și le-a utilizat sub indicativul 76 K 42.
Autotunul românesc TACAM R-2 a fost construit prin instalarea unui tun ZiS-3 de captură, într-o cutie blindată cu trei laturi, pe șasiul unui tanc R-2.

## Utilizare
Soldații sovietici apreciau tunurile ZiS-3 datorită fiabilității, durabilității si preciziei lor deosebite. Piesele de artilerie erau ușor de întreținut, și antrenamentul servanților era facil. Afetul ușor permitea atât tractarea tunului ZiS-3 de către camioane și de către mașini de teren puternice (precum Dodge 3/4 americane obținute prin actul Lend-lease), cât și împingerea de către echipaj.
ZiS-3 avea performanțe bune împortiva blindajului în general, și putea, cu ajutorul muniției antitanc, scoate din acțiune orice tanc ușor sau mediu german. Însă apariția tancurilor Tiger I și Panther au creat probleme grave echipajelor tunurilor ZiS-3, deoarece blindajul frontal al acestor vehicule era impenetrabil pentru muniția tunurilor ZiS-3, cu excepția unor mici puncte slabe.
ZiS-3 a fost utilizat de către forțele nord-coreene în Războiul din Coreea (1950-1953).